# Francesco Carbone (cardinale)
Francesco Carbone, indicato anche come Francesco Carbone Tomacelli (Napoli, 1350 circa – Roma, 18 giugno 1405), è stato un cardinale e vescovo cattolico italiano dell'Ordine cistercense.
Era figlio del nobile napoletano Pietro Carbone e di Isabella Boccapianola. Era fratello dello pseudocardinale Guglielmo Carbone e forse imparentato anche con il futuro papa Bonifacio IX.

## Biografia
Entrò già adulto nell'Ordine cistercense.
Nel 1382 venne eletto vescovo di Monopoli, carica che tenne fino al 1384 quando, nel concistoro del 17 dicembre papa Urbano VI lo elevò alla porpora cardinalizia con il titolo di cardinale presbitero di Santa Susanna.
Nel luglio del 1389 venne nominato penitenziere maggiore e quindi arciprete della basilica di San Giovanni in Laterano, carica che tenne fino alla morte.
Fu legato pontificio a Napoli per appoggiare re Ladislao contro Giovanna II di Napoli, che seguiva l'antipapa Clemente VII.
Fu governatore di varie città dello Stato pontificio.
Nel 1384 optò per il titolo di cardinale presbitero di Santa Susanna. Nel 1400 ricevette il titolo di abate in commendam dell'abbazia di Farfa.
Alla sua morte la sua salma venne traslata a Napoli e inumata nella cattedrale della città.

## Conclavi
Durante il suo cardinalato Francesco partecipò a due conclavi:
- conclave del 1389, che elesse papa Bonifacio IX
- conclave del 1404, che elesse papa Innocenzo VII